# D5R: de film
D5R: de film is een Vlaamse film uit 2017 over de Vlaamse serie D5R. Het is het vervolg op de eerste 4 seizoenen die werden uitgezonden op Ketnet.  
In het najaar 2023 volgt een 2de film, D5R: De Laatste Zomer Samen, dat een vervolg is op het laatste seizoen, seizoen 12.

## Verhaal
Het park waar Amber, Leyla, Kyra, Wout en Vincent vroeger vaak samenkwamen, dreigt een parkeerterrein te worden.. Ze organiseren een benifiet om het park te redden.

## Rolverdeling

### Hoofdrollen
| Acteur             | Personage      |
| ------------------ | -------------- |
| Jamie-Lee Six      | Amber          |
| Liandra Sadzo      | Kyra           |
| Angela Jakaj       | Leyla          |
| Thijs J. Antonneau | Vincent        |
| Sander Provost     | Wout           |
| Wendy Strubbe      | mama van Amber |
| Danny Moens        | papa van Wout  |

### Nevenrollen
| Acteur                | Personage        |
| --------------------- | ---------------- |
| Iva Dalving           | mama van Kyra    |
| Dominic Depreeuw      | papa van Kyra    |
| Geneviève Lagravière  | mama van Vincent |
| Guy Verhoeven         | papa van Vincent |
| Nick De Vucht         | Mol              |
| Hans Bonte            | Burgemeester     |
| Serge Sadzo           | aannemer         |
| Ish Ait Hamou         | zichzelf         |
| Maureen Vanherberghen | zichzelf         |
| Regi Penxten          | zichzelf         |
| Andy Peelman          | politieagent     |
| Jo De Cock            | politieagent     |
| Wouter Platteau       | landmeter        |
| Eric Silverans        | security         |
| Robert Esselinckx     | nieuwsanker      |